# Vanja Radauš
Vanja Radauš (Vinkovci, 29. travnja 1906. – Zagreb, 24. travnja 1975.), bio je hrvatski kipar, slikar i književnik. Jedan je od najznačajnijih protagonista hrvatske likovne umjetnosti 20. stoljeća.

## Životopis
Ivan Vanja Radauš rođen je u Vinkovcima 1906. godine. Bio je jedno od petero djece oca Franje i majke Terezije (rođ. Andress). U rodnome gradu od 1913. do  1923. godine polazio je osnovnu školu, te gimnaziju koju nije završio. ↓1 Studirao je kiparstvo na Akademiji, u Zagrebu, od 1924. do 1930. godine, gdje je i diplomirao. Nakon što je diplomirao kod Ivana Meštrovića na Akademiji otišao je u Pariz na jednogodišnje usavršavanje. Od povratka iz Pariza 1931. godine djelovao je kao slobodni umjetnik i počeo je izlagati na izložbama u zemlji i inozemstvu, a prvu samostalnu izložbu imao je 1939. godine u zagrebačkome salonu Ulrich. Od 1939. do 1943. godine bio je nastavnik na Obrtnoj školi u Zagrebu. Od 1943. godine sudjelovao je u Narodnooslobodilačkom pokretu za vrijeme Drugoga svjetskog rata.
Bio je redoviti profesor na zagrebačkoj Akademiji likovnih umjetnosti od 1945. do 1969. godine. Od 1947. godine član je JAZU, a od 1950. godine je, kao majstor kiparstva, vodio svoju majstorsku radionicu za studente postdiplomce.
Vanja Radauš je na nagovor skladateljice Ivane Lang izradio kip Vatroslava Lisinskoga koji se i danas čuva u Glazbenoj školi Vatroslava Lisinskoga u Zagrebu.
Godine 1975. počinio je samoubojstvo, što kao uzrok smrti nije razjašnjeno u potpunosti.
Pokopan je na zagrebačkome groblju Mirogoju.

## Djelo
Kiparstvo je diplomirao 1930. godine na zagrebačkoj Likovnoj akademiji kod Ivana Meštrovića. U prvome razdoblju (1932. – 1943.) stvarao je pod utjecajem Rodina, Bourdellea. Godine 1932. postao je članom grupe Zemlja i izlagao je na mnogim skupnim izložbama u zemlji i inozemstvu. Od 1936. godine radio je seriju crteža "Dance macabre", a 1937. godine dekalkomanije koje prethode hrvatskoj nefigurativnoj umjetnosti lirske orijentacije. Vanja Radauš 1950. godine izabran je, uz Vojina Bakića, Kostu Angelija Radovanija i Zorana Mušiča, i predstavljao je Jugoslaviju na Venecijanskom bijenalu.
Snažan pečat ostavio je svojim kiparskim ciklusima (Tifusari, 1956. – 1959., Panopticum croaticum, 1959. – 1961., Čovjek i kras, 1961. – 1963., Krvavi fašnik, 1966., Apstraktne forme, 1966. – 1968., Zatvori i logori, 1969., te Stupovi hrvatske kulture, 1969. – 1975.). Raspon Radauševa opusa proteže se od medalje do spomeničkih ostvarenja. U vrijeme Domovinskog rata šest Radauševih skulptura (Tifusar, Tifusar II., Tifusar III., Tifusar IV., Tifusar V., Tifusarka i dijete) koje su bile u sklopu "Memorijalnoga prirodnoga spomenika i rezervata Bijeli potoci – Kamensko" (Korenica) za vrijeme okupacije područja od 1991. do 1995. godine otkinuto je s postolja i nestalo.
- spomenik u Perivoju slobode, Karlovac,[9] 1955.

## Književno stvaralaštvo
Vanja Radauš za života objavio je dvije zbirke pjesama, Slavonijo zemljo plemenita iz 1969. godine i Kosilica vremena, objavljenu 1971. godine te poemu Requiem za tifusare, isto 1971. godine. Posmrtno je 2000. godine dr. Hrvojka Mihanović-Salopek priredila knjigu pjesama Buđenje snova, Radauševu donedavno nepoznatu rukopisnu poeziju nastalu od 1968. do 1974. godine. Njegov prozni opus, većinom, ostao je neobjavljen, a za života objavio je dva ulomka romana Let u bezdan i Vihori u virovima (1973.).

### Pjesnički utjecaj
Nekoliko pjesama Vanje Radauša uglazbila je skladateljica Ivana Lang. Radaušev pjesnički opus bio je izvorom njezina trajnoga interesa potkraj pedesetih i na početku šezdesetih godina 20. stoljeća, te ona tada piše popijevku Slavonija, prvu na njegov tekst. Na njegove tekstove zatim sklada, 1965. godine, i popijevku Lisinskom (op. 65) te, 1970. godine, ciklus Bezimenoj (op. 75): "Da li se svjetovi gase", "Da li je ovo oblak u mojoj sobi", "Svejedno da li su pravci krivulje", "Prošla je godina", a 1974. godine popijevku Prosula se sunčina (op. 85).

### Književna djela
- Mi pamtimo..., Nakladni zavod Hrvatske, Zagreb, 1945.
- Slavonijo zemljo plemenita, (zbirka pjesama), izabrao i priredio Ivo Hergešić, Zora, Zagreb, 1969.
- 1. Znanstveni sabor Slavonije i Baranje, JAZU, Zagreb, 1970. (urednik)
- Arhitektonski spomenici Slavonije: tursko razdoblje, barok i klasicizam, Povijesni muzej Hrvatske-JAZU, Zagreb, 1971. (urednik)
- Kosilica vremena, (zbirka pjesama), Nakladni zavod Matice hrvatske, Zagreb, 1971.
- Requiem za tifusare, (poema), Vlastita naklada, Zagreb, 1971.[11]
- Srednjovjekovni spomenici Slavonije, JAZU, Zagreb, 1973.
- Spomenici Slavonije iz razdoblja XVI do XIX stoljeća, JAZU, Zagreb, 1975.

Posmrtno
- Slavonijo, zemljo plemenita / Vanja Radauš, (prir. i pog. napisao Goran Rem), Privlačica, Vinkovci, 1994.
- Buđenje snova, (knjiga pjesama), Naklada Ljevak, Zagreb, 2000., (prir. dr. Hrvojka Mihanović-Salopek)

## Nagrade i odličja
- 1937.: I. nagrada, Novi Sad. (s Jozom Kljakovićem).[18]
- 1959.: Godišnja Nagrada Vladimir Nazor – Likovna umjetnost.[19]
- 1967.: Nagrada AVNOJ-a
- Orden zasluge za narod II. reda
- Orden rada s crvenom zastavom
- Orden Republike sa srebrnim vijencem
- Orden Republike sa zlatnim vijencem

## Spomen
- Nakon umjetnikove smrti Majstorska radionica na Zmajevcu, kbr. 8, preuređena je za potrebe Hrvatskoga restauratorskoga zavoda u sklopu kojega se nalazi Radauševa spomen soba.[5]
- 1998.: Otvorena je Memorijalna knjižnica Ivana Vanje Radauša u Gradskoj knjižnici i čitaonici Vinkovci.[5]
- 2006.: U seriji poštanskih maraka Znameniti Hrvati izdana je poštanska marka s njegovim likom.[5]

## Galerija djela
- Bacač diska (bronca, postavljen 1957. kraj križanja Maksimirske ceste i Svetica u Zagrebu.).
- Petrica i galženjaki (bronca), 1973., Dvorac Oršić u Gornjoj Stubici.
- Spomenik palim hrvatskim vojnicima u Prvom svjetskom ratu na zagrebačkom Mirogoju, rad Radauš-Turkalj, 1940.[20]
- Spomenik poginulim borcima i žrtvama fašističkoga terora u Puli.
- Poprsje Đure Đakovića u Zagrebu, Medveščak 2, postavljena 1986., rad iz 1969.[21]
- Bombaš, u Gradskom parku u Zemunu, postavljen 1946.
- Skulptura "Ranjenik" smještena na cvjetnom rondu u dvorištu Moderne galerije u Zagrebu.
- Poprsje Huga Conrada von Hötzendorfa, u Osijeku na Europskoj aveniji.
- Spomenik Rade Končara, u krugu tvornice Končar-Siemens u Zagrebu.
- Spomenik partizanima iz Podsuseda, poginulima u NOB-u, Zagreb.